# مارك فوس
مارك فوس (بالإنجليزية: Mark Vos)‏ هو لاعب بوكر أسترالي، ولد في 20 أكتوبر 1983 في كيب تاون في جنوب أفريقيا.